# Рожищенська міська територіальна громада
Рожищенська міська громада — територіальна громада в Україні, у Луцькому районі Волинської області. Адміністративний центр — місто Рожище.
Площа громади — 465,8 км², населення — 26 619 мешканців (2020).
19 липня 2020 року, в результаті адміністративно-територіальної реформи та ліквідації Рожищенського району, громада увійшла до складу новоутвореного Луцького району.

## Населені пункти
У складі громади 1 місто (Рожище) і 1 селище (Дубище) і 35 сіл:
- Берегове
- Богушівська Мар'янівка
- Бортяхівка
- Валер'янівка
- Вишеньки
- Дмитрівка
- Духче
- Єлизаветин
- Забара
- Іванівка
- Кобче
- Козин
- Корсині
- Крижівка
- Линівка
- Літогоща
- Луків
- Малинівка
- Мильськ
- Мирославка
- Михайлин
- Навіз
- Незвір
- Носачевичі
- Оленівка
- Олешковичі
- Ольганівка
- Переспа
- Пожарки
- Рудка-Козинська
- Рудня
- Сокіл
- Тихотин
- Топільне
- Трилісці